# 키건마이클 키
키건마이클 키(영어: Keegan-Michael Key, 1971년 3월 22일 ~ )는 미국의 배우이자, 코미디언, 각본가이다. 2000년대부터 여러 코미디 쇼에 출연하면서 명성을 얻었으며, 2014년에 그는 드라마 《파고》와 영화 《피치 퍼펙트: 언프리티 걸즈》, 《투모로우랜드》에서의 출연으로 알려져 있다.

## 작품 목록

### 영화
- 미스터 3000 (2004)
- 사람 만들기 (2008)
- 듀 데이트 (2010)
- 마이 프리텐드 와이프 (2011)
- 버키 라슨: 나도 스타다 (2011)
- 원더러스트 (2012)
- 헬베이비 (2013)
- 레고 무비 (2014) - 목소리
- 렛츠 비 캅스 (2014)
- 스트레스를 부르는 그 이름 직장상사 2 (2014)
- 피치 퍼펙트: 언프리티 걸즈 (2015)
- 투모로우랜드 (2015)
- 베케이션 (2015)
- 몬스터 호텔 2 (2015) - 목소리
- 프릭스 오브 네이처 (2015)
- 키아누 (2016)
- 앵그리버드 더 무비 (2016) - 목소리
- 아기배달부 스토크 (2016) - 목소리
- 와이 힘? (2016)
- 겟 아웃 (2017)
- 더 디제스터 아티스트 (2017)
- 더 크리스마스 (2017)
- 몬스터 호텔 3 (2018)
- 더 프레데터 (2018)
- 토이 스토리 4 (2019)
- 라이온 킹 (2019) - 카마리 역 (목소리)
- 내 이름은 돌러마이트 (2019) - 제리 존스 역
- 플레잉 위드 파이어 (2019)
- 눈부신 세상 끝에서, 너와 나 (2020) - 엠브리 역
- 징글 쟁글: 저니의 크리스마스 (2020) - 구스타프손 역
- 더 프롬 (2020) - 미스터 호긴스 역
- 몬스터 호텔 4: 뒤바뀐 세계 (2022)
- 더 버블 (2022) - 숀 녹스 역
- 칩과 데일: 다람쥐 구조대 (2022) - 목소리
- 피노키오 (2022) - 목소리 출연
- 웬델 & 와일드 (2022) - 목소리
- 슈퍼 마리오 브라더스 (2023) - 키노피오 역 (목소리)
- 웡카 (2023) - 경찰서장 역
- 인투 더 월드 (2023) - 목소리
- 이프: 상상의 친구 (2024) - 목소리
- 트랜스포머 ONE (2024) - B-127 역 (목소리)